# 李萍倩
李萍倩（1902年—1985年），学名李椿寿，男，祖籍安徽桐城，生于浙江杭州，中国电影艺术家，曾任第五、六届全国政协委员。